# Arthur Ponsonby (11e comte de Bessborough)
Arthur Mountifort Longfield Ponsonby, 11e comte de Bessborough (11 décembre 1912 - 5 avril 2002) est un homme politique et pair anglo-irlandais.

## Biographie
Il est le fils du major Cyril Myles Brabazon Ponsonby (1881-1915), deuxième fils d'Edward Ponsonby, 8e comte de Bessborough, et sa femme Rita Narcissa Longfield, fille du lieutenant-colonel Mountifort John Courtenay Longfield. Il hérite du comté le 5 décembre 1993 lorsque son cousin germain Frederick Ponsonby, 10e comte de Bessborough, meurt sans héritier mâle.
Il fait ses études à la Harrow School et au Trinity College de Cambridge. Plus tard, il atteint le grade de capitaine au service des Welsh Guards et participe à la Seconde Guerre mondiale. Dans ses dernières années, il exploite une ferme à Roche Court, Winterslow, Wiltshire.

## Famille
Le 28 juillet 1939, il épouse Patricia Minnigerode (décédée le 12 septembre 1952), fille du colonel Fitzhugh Lee Minnigerode de New York et Alexandrie, Virginie. Ensemble, ils ont deux enfants :
- Myles Fitzhugh Longfield Ponsonby (né le 16 février 1941), plus tard, 12e comte de Bessborough
- Sarah Ponsonby (13 octobre 1943 – 13 mars 2010)

Après le décès de sa première épouse, il se remarie, le 20 septembre 1956, avec Anne Marie Galitzine (née Slatin), ancienne épouse du prince George Galitzine et fille du lieutenant-général Rudolf Carl von Slatin (baron von Slatin). Ils divorcent en 1963.
Il épouse en troisièmes noces le 17 décembre 1963, Madeleine Lola Margaret Grand, fille du major Général Laurence Douglas Grand, et ensemble ils ont deux enfants :
- Matthew Douglas Longfield Ponsonby (né le 27 janvier 1965), épouse Jamilie Emett Searle
- Charles Arthur Longfield Ponsonby (né le 12 juillet 1967), épouse Jennifer Waghorn

Lady Bessborough est la fondatrice du New Art Centre, anciennement de Sloane Street, à Londres, qui gère le New Art Centre Sculpture Park and Gallery à Roche Court, Wiltshire. Elle est administratrice de l'association caritative Roche Court Educational Trust.
Il est décédé le 5 avril 2002 et est remplacé par son fils aîné Myles Ponsonby, 12e comte de Bessborough.